# Biriutx (Valuiki)
|  | No s'ha de confondre amb Biriutx. |

Biriutx - Бирюч (rus) - és un poble de l'óblast de Bélgorod, a Rússia. El 2010 tenia 221 habitants. Pertany al districte (raion) de Valuiki.